# Ghiacciaio Bornmann
Il ghiacciaio Bornmann (in inglese Bornmann Glacier) è un ripido ghiacciaio situato sulla costa di Borchgrevink, nella regione nord-occidentale della Dipendenza di Ross, in Antartide. Il ghiacciaio, il cui punto più alto si trova a circa 600 m s.l.m., si trova in una baia nel versante occidentale della penisola Hallett, poco a sud dell'estremità settentrionale di quest'ultima, e fluisce verso ovest fino a entrare nell'insenatura Edisto, sulla quale si prolunga poi come lingua di ghiaccio galleggiante.

## Storia
Il ghiacciaio Bornmann è stato mappato per la prima volta dallo United States Geological Survey grazie a fotografie scattate durante ricognizioni aeree dalla marina militare statunitense (USN) nel periodo 1960-62, e così battezzato da membri della spedizione neozelandese di ricognizione geologica in Antartide svoltasi nel 1957-58 in onore del tenente Robert C. Bornmann, della USN, chirurgo e leader dell'Operazione Deep Freeze svoltasi nel 1958 alla base di ricerca Hallett.